# 白蛋白尿
白蛋白尿(Albuminuria)是一種病理狀態，其中血清白蛋白是存在於尿中。它是蛋白尿的類型之一。

## 病徵
尿液呈現濃厚的白色泡沫。

## 測度
蛋白質的量丟失在尿液裡可以通過24小時尿液採集的量化表示，測量所匯集尿的樣本，並由所收集的尿液量來推斷。
另外一個尿試紙檢測蛋白尿可以給白蛋白尿一個粗略的估計。這是因為白蛋白是迄今為止為主導的血漿蛋白，以及使用特定的白蛋白溴酚藍試劑試紙(test strip)。

## 病因
腎臟通常不過濾大分子進入尿液，因此白蛋白尿可以作為對腎臟損害或過度攝取食鹽的一個指標。它也可以發生在長期的糖尿病患者中，特別是1型糖尿病。
白蛋白尿的成因可以通過蛋白質的排泄量來區分。
- 腎病症候群通常導致每24小時約3.0至3.5克的分泌量或更高。
- 腎病症候群會導致遠少的白蛋白尿。
- 微量白蛋白尿（Microalbuminuria，介於30至300"毫克/24小時"、[1]"毫克/升"的尿[2][3] 或"微克/毫克"的肌酸酐[3]）可以是糖尿病腎病的前兆。

## 治療
雖然有一些證據表明，飲食干預(降低紅肉的攝入量)，對降低蛋白尿水平有幫助，目前還沒有證據表明，低蛋白相關的干預措施，可以改善腎功能。